# I Love You
I Love You (2007) és un curtmetratge documental fet a Moçambic i dirigit per Rogério Manjate. És una producció de Força Maior Production, creada amb suport financer de la UNESCO i Cooperação Belga, Moçambic. La pel·lícula, que tracta la qüestió del sexe segur, va ser produïda per la UNESCO.

## Argument
La pel·lícula explica la història de Mandala, un nen d'11 anys jugant a futbol al carrer que ha descobert que la seva atractiva veïna, Josephine, és una prostituta. La pel·lícula presenta un breu nu frontal de Josephine "tocant-se ella mateixa" per anar a la ciutat per complir amb els clients. Encara que molt jove, Mandala sap sobre la SIDA i lluita amb si mateix, ja que no sap com dir-li a Josephine que es protegeixi mitjançant l'ús de preservatius. Ell l'ajuda en el camí cap a la ciutat, posant pedres com ponts perquè ella pugui creuar tolls i ajudant-la amb les sabates. Ell troba una manera original i única per comunicar el seu missatge i l'amor innocent que sent per ella, deixant un condó en una de les seves sabates amb el missatge "I love you" escrit, mentre ella s'aparta al costat del carrer.
La pel·lícula no té diàleg, ja que estava destinat a ser mostrat a moltes parts del món, sense subtítols.

## Premis
La pel·lícula va guanyar el premi del Festival Internacional de Cinema de Durban de 2008 al Millor Curtmetratge.
I Love You també va guanyar el premi al curtmetratge del festival Africa in Motion (AiM) del 23 d'octubre al 2 de novembre de 2008 a Edimburg, Escòcia, i al Festival de Cinema Africà de Còrdova (FCAT) a Tarifa en 2009.